# Distretto di Ejisu-Juaben
Il distretto di Ejisu-Juaben (ufficialmente Ejisu-Juaben District, in inglese) era un distretto della regione di Ashanti del Ghana.
Nel 2018 è stato soppresso, il territorio è stato suddiviso nei distretti di Ejisu (capoluogo: Ejisu) e Juaben (capoluogo: Juaben).